# Assiminea beddomeana
Assiminea beddomeana е вид охлюв от семейство Assimineidae. Видът не е застрашен от изчезване.

## Разпространение
Разпространен е в Индия (Западна Бенгалия) и Мианмар.